# Стенлі Метьюз
Сте́нлі Ме́тьюз (англ. Stanley Matthews: 1 лютого 1915, Генлі, Англія — 23 лютого 2000, Сток-он-Трент, Англія) — англійський футболіст. Його вважають одним з найвидатніших гравців у історії англійського футболу, він став першим футболістом, який удостоївся лицарського звання. Відомий своєю джентльменською поведінкою. Зіграв більше 700 ігор і не отримав жодного попередження. Його також було занесено до Англійської футбольної зали слави (англ. English Football Hall of Fame) у 2002 році.
Прославився своїм футбольним довголіттям — дебютувавши за національну збірну Англії у 19 річному віці, він виступав за неї протягом 23 років (до і після Другої світової війни), брав участь у чемпіонаті світу 1950 року. Останню гру за збірну Англії провів у 1957-му, у 42-річному віці. Історичний, перший лауреат «Золотого м'яча» (1956) — цю нагороду для найкращого футболіста Європи Меттьюз отримав у 41-річному віці. Розширив діапазон дій крайнього нападника — він відзначався точними пасами, високою швидкістю і дриблінгом. Рідко грав головою і лівою ногою. До того крайні нападники діяли значно шаблонніше і простіше.

## Біографія
Народився в сім'ї англійського боксера Джека Метьюза, який виступав у найлегшій вазі, був третім з його чотирьох синів. З дитинства виявляв хороші здібності до спортивних ігор. В дитинстві вболівав за Порт Вейл, який був одвічним суперником Сток Сіті. У 13 років він зіграв перший міжнародний матч на рівні шкільних команд, після чого був помічений клубом «Сток Сіті», куди був зарахований на канцелярську посаду після закінчення школи.
До 17 років він пробився до основного складу команди. У 20 років він одружився з дочкою свого тренера — Джиммі Волленса, з яким незабаром відкрив спільний магазин. Дебютував за збірну Англії 29 вересня 1934 року в грі проти Уельсу (4:0). Всього за збірну провів 54 матчі, в тому числі, один на чемпіонаті світу 1950 року, і два на чемпіонаті світу 1954 року. Останній матч провів 15 травня 1957 року в рамках відбіркового турніру до чемпіонату світу 1958 року. На той момент йому було 42 роки і 102 дні і це рекорд для збірної Англії. Також рекордним за тривалістю є весь період його виступів за першу команду країни (1934—1957, майже 23 роки).
Друга світова війна перервала кар'єру футболіста з 24 до 30 років, а сам Метьюз вступив в ряди Королівських ВПС, служив під Блекпулом. Однак, це не завадило йому провести 29 неофіційних матчів, забивши 2 м'ячі, за збірну Англії і взяти участь в 1943 році в розгромі шотландців (8:1) в Манчестері. Також він брав участь у матчах регіональних ліг, на запрошення таких клубів, як «Арсенал», «Кру Александра», «Манчестер Юнайтед», «Рейнджерс», «Рексем», «Грінок Мортон», «Стенхаузмур» та Блекпул".

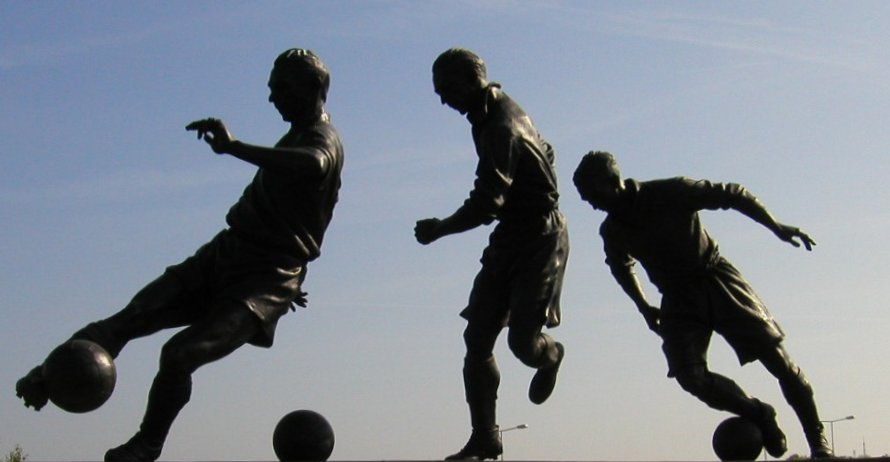
Стенлі Метьюз після перемоги у фіналі Кубка Англії 1953 року.

У 1947 році він орендував приватний готель у Блекпулі і перейшов до місцевого однойменного клубу, який викупив його 10 травня за 11 500 £. Стадіон команди «Блумфілд Роуд» розташовувався зовсім неподалік від неї. У 1948 році Метьюза визнали футболістом року в Англії (звання було присуджене вперше в історії). У нападі він склав сильний тандем з центрфорвардом Стеном Мортенсеном, для якого створював безліч небезпечних моментів. Тренер клубу Джо Сміт говорив Метьюзу: «Багато вважатиме мене божевільним, але хоч тобі і 37 років, я вважаю, що найкращий свій футбол ти ще не показав».
Фінал кубка Англії 1953 року, в якому «Блекпул» переграв «Болтон Вондерерз» (4:3), був названий ім'ям Метьюза, хоча хет-триком відзначився саме Мортенсен. У 1956 році Стенлі став першим володарем Золотого м'яча.
У 1961 році нападник повернувся в свій рідний клуб, за який провів ще чотири сезони. Про високий рівень його гри в ті роки говорить хоча б повторне визнання його футболістом року в Англії в 1963 році, і це при тому, що команда виступала у другому по силі дивізіоні, ставши його чемпіоном. 6 лютого 1965 року Стенлі, якому за 5 днів до цього виповнилося 50 років, після річної перерви, пов'язаної з травмою коліна, знову вийшов на поле. Цей матч, в якому «Сток Сіті» переграв «Фулгем» (3:1), став останнім його офіційним матчем, причому, він забив гол. У тому ж році закінчив кар'єру, попрощавшись з футболом на домашньому стадіоні «Сток Сіті» «Вікторія Граунд». У прощальному матчі брали участь такі зірки світового футболу, як Альфредо Ді Стефано, Йозеф Масопуст, Ференц Пушкаш і Лев Яшин. Королева Єлизавета II надала йому тоді лицарський титул, який вперше був присвоєний футболістові.

## Статистика виступів

### Статистика клубних виступів
| Сезон                 | Клуб                  | Чемпіонат             | Чемпіонат | Чемпіонат | Національний кубок | Національний кубок | Національний кубок | Усього | Усього |
| Сезон                 | Клуб                  | Ліга                  | Ігор      | Голів     | Ліга               | Ігор               | Голів              | Ігор   | Голів  |
| --------------------- | --------------------- | --------------------- | --------- | --------- | ------------------ | ------------------ | ------------------ | ------ | ------ |
| 1931—1932             | «Сток Сіті»           | 2Д                    | 2         | 0         | КА                 | 0                  | 0                  | 2      | 0      |
| 1932—1933             | «Сток Сіті»           | 2Д                    | 15        | 1         | КА                 | 0                  | 0                  | 15     | 1      |
| 1933—1934             | «Сток Сіті»           | 1Д                    | 29        | 11        | КА                 | 4                  | 4                  | 33     | 15     |
| 1934—1935             | «Сток Сіті»           | 1Д                    | 36        | 10        | КА                 | 1                  | 1                  | 37     | 11     |
| 1935—1936             | «Сток Сіті»           | 1Д                    | 40        | 10        | КА                 | 5                  | 0                  | 45     | 10     |
| 1936—1937             | «Сток Сіті»           | 1Д                    | 40        | 7         | КА                 | 2                  | 0                  | 42     | 7      |
| 1937—1938             | «Сток Сіті»           | 1Д                    | 38        | 6         | КА                 | 3                  | 0                  | 41     | 6      |
| 1938—1939             | «Сток Сіті»           | 1Д                    | 36        | 2         | КА                 | 2                  | 0                  | 38     | 2      |
| 1939—1940             | «Сток Сіті»           | 1Д                    | 3         | 0         | —                  | —                  | —                  | 3      | 0      |
| 1945—1946             | «Сток Сіті»           | —                     | —         | —         | КА                 | 8                  | 0                  | 8      | 0      |
| 1946—1947             | «Сток Сіті»           | 1Д                    | 23        | 4         | КА                 | 5                  | 1                  | 28     | 4      |
| 1947—1948             | «Блекпул»             | 1Д                    | 33        | 1         | КА                 | 6                  | 0                  | 39     | 1      |
| 1948—1949             | «Блекпул»             | 1Д                    | 25        | 3         | КА                 | 3                  | 0                  | 28     | 3      |
| 1949—1950             | «Блекпул»             | 1Д                    | 31        | 0         | КА                 | 3                  | 0                  | 34     | 0      |
| 1950—1951             | «Блекпул»             | 1Д                    | 36        | 0         | КА                 | 8                  | 0                  | 44     | 0      |
| 1951—1952             | «Блекпул»             | 1Д                    | 18        | 1         | КА                 | 1                  | 0                  | 19     | 1      |
| 1952—1953             | «Блекпул»             | 1Д                    | 20        | 4         | КА                 | 7                  | 1                  | 27     | 5      |
| 1953—1954             | «Блекпул»             | 1Д                    | 30        | 2         | КА                 | 7                  | 0                  | 37     | 2      |
| 1954—1955             | «Блекпул»             | 1Д                    | 34        | 1         | КА                 | 1                  | 0                  | 35     | 1      |
| 1955—1956             | «Блекпул»             | 1Д                    | 36        | 3         | КА                 | 1                  | 0                  | 37     | 3      |
| 1956—1957             | «Блекпул»             | 1Д                    | 25        | 2         | КА                 | 4                  | 0                  | 29     | 2      |
| 1957—1958             | «Блекпул»             | 1Д                    | 28        | 0         | КА                 | 1                  | 0                  | 29     | 0      |
| 1958—1959             | «Блекпул»             | 1Д                    | 19        | 0         | КА                 | 6                  | 0                  | 25     | 0      |
| 1959—1960             | «Блекпул»             | 1Д                    | 15        | 0         | КА                 | 0                  | 0                  | 15     | 0      |
| 1960—1961             | «Блекпул»             | 1Д                    | 27        | 0         | КА                 | 1                  | 0                  | 28     | 0      |
| 1961—1962             | «Блекпул»             | 1Д                    | 2         | 0         | КА                 | 2                  | 0                  | 2      | 0      |
| Усього за «Блекпул»   | Усього за «Блекпул»   | Усього за «Блекпул»   | 379       | 17        |                    | 49                 | 1                  | 428    | 18     |
| 1961—1962             | «Сток Сіті»           | 2Д                    | 18        | 2         | КА                 | 3                  | 1                  | 21     | 2      |
| 1962—1963             | «Сток Сіті»           | 2Д                    | 31        | 1         | КА                 | 0                  | 0                  | 31     | 1      |
| 1963—1964             | «Сток Сіті»           | 1Д                    | 9         | 0         | КА                 | 4                  | 1                  | 13     | 1      |
| 1964—1965             | «Сток Сіті»           | 1Д                    | 1         | 0         | КА                 | 0                  | 0                  | 1      | 0      |
| Усього за «Сток Сіті» | Усього за «Сток Сіті» | Усього за «Сток Сіті» | 318       | 54        |                    | 37                 | 8                  | 355    | 62     |
| Усього за             | Усього за             | Усього за             | 697       | 71        |                    | 86                 | 9                  | 783    | 80     |

### Статистика виступів за збірну
| Дата       | Місто             | Господарі         | Результат | Гості             | Турнір             | Голи | Примітки |
| ---------- | ----------------- | ----------------- | --------- | ----------------- | ------------------ | ---- | -------- |
| 29-9-1934  | Кардіфф           | Уельс             | 0 – 4     | Англія            | Домашній чемпіонат | 1    |          |
| 14-11-1934 | Лондон            | Англія            | 3 – 2     | Італія            | товариський матч   | -    |          |
| 4-12-1935  | Лондон            | Англія            | 3 – 0     | Німеччина         | товариський матч   | -    |          |
| 17-4-1937  | Глазго            | Шотландія         | 3 – 1     | Англія            | Домашній чемпіонат | -    |          |
| 17-11-1937 | Мідлсбро          | Англія            | 2 – 1     | Уельс             | Домашній чемпіонат | 1    |          |
| 1-12-1937  | Лондон            | Англія            | 5 – 4     | Чехословаччина    | товариський матч   | 3    |          |
| 9-4-1938   | Лондон            | Англія            | 0 – 1     | Шотландія         | Домашній чемпіонат | -    |          |
| 14-5-1938  | Берлін            | Німеччина         | 3 – 6     | Англія            | товариський матч   | 1    |          |
| 21-5-1938  | Цюрих             | Швейцарія         | 2 – 1     | Англія            | товариський матч   | -    |          |
| 26-5-1938  | Париж             | Франція           | 2 – 4     | Англія            | товариський матч   | -    |          |
| 22-10-1938 | Кардіфф           | Уельс             | 4 – 2     | Англія            | Домашній чемпіонат | 1    |          |
| 9-11-1938  | Ньюкасл-апон-Тайн | Англія            | 4 – 0     | Норвегія          | товариський матч   | -    |          |
| 16-11-1938 | Манчестер         | Англія            | 7 – 0     | Ірландія          | Домашній чемпіонат | 1    |          |
| 15-4-1939  | Глазго            | Шотландія         | 1 – 2     | Англія            | Домашній чемпіонат | -    |          |
| 13-5-1939  | Мілан             | Італія            | 2 – 2     | Англія            | товариський матч   | -    |          |
| 18-5-1939  | Белград           | Югославія         | 2 – 1     | Англія            | товариський матч   | -    |          |
| 12-4-1947  | Лондон            | Англія            | 1 – 1     | Шотландія         | Домашній чемпіонат | -    |          |
| 18-5-1947  | Цюрих             | Швейцарія         | 1 – 0     | Англія            | товариський матч   | -    |          |
| 25-5-1947  | Лісабон           | Португалія        | 0 – 10    | Англія            | товариський матч   | 1    |          |
| 21-9-1947  | Брюссель          | Бельгія           | 2 – 5     | Англія            | товариський матч   | -    |          |
| 18-10-1947 | Кардіфф           | Уельс             | 0 – 3     | Англія            | Домашній чемпіонат | -    |          |
| 5-11-1947  | Ліверпуль         | Англія            | 2 – 2     | Ірландія          | Домашній чемпіонат | -    |          |
| 10-4-1948  | Глазго            | Шотландія         | 0 – 2     | Англія            | Домашній чемпіонат | -    |          |
| 16-5-1948  | Турин             | Італія            | 0 – 4     | Англія            | товариський матч   | -    |          |
| 26-9-1948  | Копенгаген        | Данія             | 0 – 0     | Англія            | товариський матч   | -    |          |
| 9-10-1948  | Белфаст           | Ірландія          | 2 – 6     | Англія            | Домашній чемпіонат | 1    |          |
| 10-11-1948 | Бірмінгем         | Англія            | 1 – 0     | Уельс             | Домашній чемпіонат | -    |          |
| 2-12-1948  | Лондон            | Англія            | 6 – 0     | Швейцарія         | товариський матч   | -    |          |
| 9-4-1949   | Лондон            | Англія            | 1 – 3     | Шотландія         | Домашній чемпіонат | -    |          |
| 2-7-1950   | Ріо-де-Жанейро    | Іспанія           | 1 – 0     | Англія            | ЧС 1950            | -    |          |
| 7-10-1950  | Белфаст           | Північна Ірландія | 1 – 4     | Англія            | Домашній чемпіонат | -    |          |
| 14-4-1951  | Лондон            | Англія            | 2 – 3     | Шотландія         | Домашній чемпіонат | -    |          |
| 11-11-1953 | Ліверпуль         | Англія            | 3 – 1     | Північна Ірландія | Відбір до ЧС 1954  | -    |          |
| 25-11-1953 | Лондон            | Англія            | 3 – 6     | Угорщина          | товариський матч   | -    |          |
| 17-6-1954  | Базель            | Англія            | 4 – 4     | Бельгія           | ЧС 1954            | -    |          |
| 26-6-1954  | Базель            | Уругвай           | 4 – 2     | Англія            | ЧС 1954            | -    |          |
| 2-10-1954  | Белфаст           | Північна Ірландія | 0 – 2     | Англія            | Домашній чемпіонат | -    |          |
| 10-11-1954 | Лондон            | Англія            | 3 – 2     | Уельс             | Домашній чемпіонат | -    |          |
| 1-12-1954  | Лондон            | Англія            | 3 – 1     | ФРН               | товариський матч   | -    |          |
| 2-4-1955   | Лондон            | Англія            | 7 – 2     | Шотландія         | Домашній чемпіонат | -    |          |
| 15-5-1955  | Париж             | Франція           | 1 – 0     | Англія            | товариський матч   | -    |          |
| 18-5-1955  | Мадрид            | Іспанія           | 1 – 1     | Англія            | товариський матч   | -    |          |
| 22-5-1955  | Порту             | Португалія        | 3 – 1     | Англія            | товариський матч   | -    |          |
| 22-10-1954 | Кардіфф           | Уельс             | 2 – 1     | Англія            | Домашній чемпіонат | -    |          |
| 9-5-1956   | Лондон            | Англія            | 4 – 2     | Бразилія          | товариський матч   | -    |          |
| 6-10-1956  | Белфаст           | Північна Ірландія | 1 – 1     | Англія            | Домашній чемпіонат | 1    |          |
| 14-11-1956 | Лондон            | Англія            | 3 – 1     | Уельс             | Домашній чемпіонат | -    |          |
| 28-11-1956 | Лондон            | Англія            | 3 – 0     | Югославія         | товариський матч   | -    |          |
| 5-12-1956  | Вулвергемптон     | Англія            | 5 – 2     | Данія             | Відбір до ЧС 1958  | -    |          |
| 6-4-1957   | Лондон            | Англія            | 2 – 1     | Шотландія         | Домашній чемпіонат | -    |          |
| 8-5-1957   | Лондон            | Англія            | 5 – 1     | Ірландія          | Відбір до ЧС 1958  | -    |          |
| 15-5-1957  | Копенгаген        | Данія             | 1 – 4     | Англія            | Відбір до ЧС 1958  | -    |          |
| Усього     |                   | Матчів            | 52        |                   | Голів              | 10   |          |

## Характеристика гравця
На відміну від багатьох гравців того часу, Метьюз пильно стежив за своєю фізичною формою, регулярно здійснював пробіжки, підтримував здорову вагу, не пив і не курив. Він також серйозно ставився до підбору екіпіровки.
Жодного разу за кар'єру Метьюз не отримав жодного попередження, незважаючи на те, що проти нього самого регулярно грали жорстко або навіть грубо.

## Особисте життя

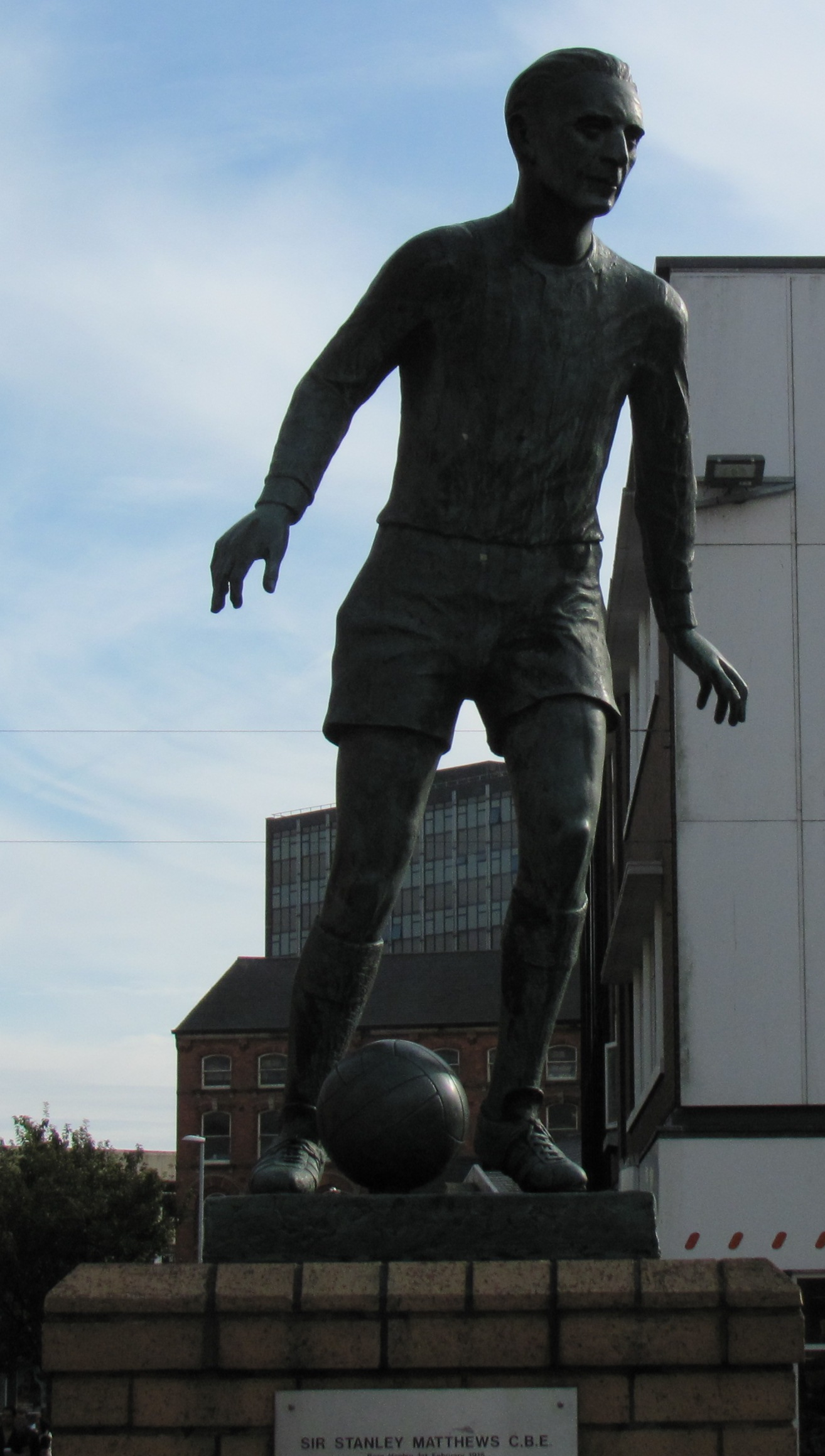
Пам'ятник Стенлі Метьюза у Сток-он-Тренті.

У 1934 році Метьюз одружився з Бетті Велланс, дочкою тренера «Стока» Джиммі Велланса. У пари народилися двоє дітей, Жан і Стенлі-молодший. У 1967 році під час турне з «Порт Вейл» по Чехословаччині футболіст познайомився з Мілою, яка працювала для команди перекладачкою. Все ще одружений Метьюз був переконаний, що знайшов любов всього свого життя і вирішив розлучитися з Бетті. Він прожив з Мілою аж до її смерті в 1999 році. Після цього, за словами Леса Скотта, який допомагав Метьюзу писати автобіографію, «він вже не був таким як раніше».
Метьюз помер у 2000 році під час відпочинку в Тенеріфе. Щоб вшанувати пам'ять футболіста на вулиці Сток-он-Трента вийшло близько 100 тисяч осіб.

## Титули та досягнення
- Володар Кубка Англії: 1952-53
- Переможець Домашнього чемпіонату Великої Британії: 1935, 1938, 1939, 1947, 1948, 1954, 1955, 1956, 1957

### Індивідуальні
- Володар «Золотого м'яча»: 1956
- Орден Британської імперії: 1957
- Лицар-бакалавр: 1965
- Найкращий футболіст Англії: 1948 і 1963
- Входить до списку 100 легенд Футбольної ліги: 1966
- Входить до Зали слави англійського футболу: 2002

## Про Метьюза
Франц Бекенбауер заявляв, що при такій швидкості і навичках володіння м'ячем як у Метьюза, «майже ніхто не міг його зупинити», а Джон Чарльз зазначав, що він краще, ніж хто-небудь виконував навіси, навіть притому, що грав у часи, коли м'ячі були незручними і важкими.
Англійський футбольний журналіст Брайан Гленвілл писав:
| «Він був моїм героєм, він досі мій герой. Жоден інший футболіст не приносив мені стільки ж задоволення своєю грою; його незрівнянна техніка, витончена гнучкість, невловимість привида. У кожному матчі на полі була фігура, якій хотілось щиросердно співчувати – це був захисник, що змушений грати проти нього. Протягом 15 років люди йшли на стадіон аби, як вони припускали, побачити цього генія "востаннє". Але він грав і грав, і було непросто повірити, коли день прощання дійсно настав.»[13] |
Після смерті англійця про нього так висловився легендарний Пеле:
| «Нас покинула людина, яка навчила нас усіх, як треба грати у футбол…» |